# 에니스 에즈머
에니스 에즈머(Ennis Esmer, 1978년 12월 29일 ~ )는 캐나다의 배우이다. 드라마 《리스너》(2009-14)의 오즈먼 베이 역으로 잘 알려져 있다.

## 출연 작품

### 영화
- 왓 이프 (2013)
- 미스 슬로운 (2016)

### 텔레비전
- 리스너 (2009-14)